# 広島県道403号別迫上下線
広島県道403号別迫上下線（ひろしまけんどう403ごう べっさこじょうげせん）は、広島県世羅郡世羅町から府中市に至る一般県道である。

## 概要
世羅郡世羅町大字別迫から府中市上下町上下に至る。

### 路線データ
- 起点：世羅郡世羅町大字別迫（広島県道51号甲山甲奴上市線交点、広島県道56号府中世羅三和線上）
- 終点：府中市上下町上下（国道432号交点）
- 総延長：約9.6 km

## 路線状況
狭隘区間が多く、大型車の通行は困難。府中市上下町矢野 - 府中市上下町上下間は案内もきちんとなっていない。なお、広島県道56号府中世羅三和線重複区間の狭隘区間を除き、これらを迂回するかたちの農道が整備されている。

### 重複区間
- 広島県道56号府中世羅三和線（世羅郡世羅町大字別迫（起点） - 世羅郡世羅町大字青近）
- 広島県道427号宇賀矢野線（府中市上下町矢野）

## 地理

### 通過する自治体
- 広島県
  - 世羅郡世羅町 - 三次市 - 府中市

### 交差する道路
| 交差する道路                                                       | 市町村名 | 市町村名 | 交差する場所 | 交差する場所 |
| ------------------------------------------------------------------ | -------- | -------- | ------------ | ------------ |
| 広島県道51号甲山甲奴上市線 広島県道56号府中世羅三和線 重複区間起点 | 世羅郡   | 世羅町   | 大字別迫     | 起点         |
| 広島県道56号府中世羅三和線 重複区間終点                            | 世羅郡   | 世羅町   | 大字青近     |              |
| 広島県道427号宇賀矢野線 重複区間起点                               | 府中市   | 府中市   | 上下町矢野   |              |
| 広島県道427号宇賀矢野線 重複区間終点                               | 府中市   | 府中市   | 上下町矢野   |              |
| 国道432号 広島県道27号吉舎油木線 重複                              | 府中市   | 府中市   | 上下町上下   | 終点         |

### 交差する鉄道
- 福塩線

### 沿線
- 府中市役所 上下支所
- JR西日本福塩線 上下駅